# Chołm (rejon poczinkowski)
Chołm (ros. Холм) – wieś (ros. деревня, trb. dieriewnia) w zachodniej Rosji, w osiedlu wiejskim Muryginskoje rejonu poczinkowskiego w obwodzie smoleńskim.

## Geografia
Miejscowość położona jest 1,5 km od stacji kolejowej Pieriesna, 9 km od drogi federalnej R120 (Orzeł – Briańsk – Smoleńsk – granica z Białorusią, na Witebsk) i centrum administracyjnego osiedla wiejskiego (Murygino), 14,5 km od centrum administracyjnego rejonu (Poczinok), 37 km od Smoleńska.

## Demografia
W 2010 r. miejscowość zamieszkiwało 13 osób.